# 김해 분산성
김해 분산성(金海 盆山城)은 대한민국 경상남도 김해시에 있는 삼국시대의 성곽이다. 1963년 1월 21일 대한민국의 사적 제66호로 지정되었다.

## 개요
낙동강 하류의 넓은 평야를 한눈에 볼 수 있는 분산의 정상에 둘레 약 900m에 걸쳐 돌로 쌓은 산성이다.
처음 쌓은 연대는 확실하지 않으나, 삼국시대였을 것으로 추정된다. 조선 전기에 왜구의 침입을 막기 위하여 박위(朴蔿)가 수리하여 쌓은 뒤, 임진왜란(1592) 때 무너진 것을 고종 8년(1871)에 다시 쌓아 오늘에 이르고 있다.
산 위의 평탄한 지형을 둘러서 그 주위에 남북으로 긴 타원형을 이루도록 쌓았다. 서남부는 험준한 천연 암벽을 그대로 이용하였으며 현재 성벽이 부분적으로 남아있다. 성 안에 이르는 통로는 산성 서쪽에 있는 계곡을 거쳐 북쪽 뒤편에서 들어가는 길을 이용한 듯 하다. 현재 성 안에 우물과 암자, 그리고 민가가 있으며 산꼭대기에는 3기의 비석이 있다.
성 주변에는 가야 무덤들과 수로왕비릉, 가야의 건국설화와 관련있는 구지봉이 있어 이 성과의 연관성을 보여준다.

## 참고 자료
- 김해 분산성 - 국가유산청 국가유산포털